# Глядино (Брянская область)
Глядино (ранее Шулинка, Шулевка, Глядня) — село в Комаричском районе Брянской области России. Входит в состав Литижского сельского поселения. На 2020 год в Глядино 1 улица — Озёрная.

## Население
| 2010 | 2013 |
| ---- | ---- |
| 15   | ↘13  |

Расположено в 7 километрах к югу от райцента пгт Комаричи, на правом берегу реки Литижка (бассейн Неруссы), высота центра селения над уровнем моря — 121 м
Впервые упоминается в 1620-х годах, как село (с Благовещенской церковью) Радогощского стана Комарицкой волости затем в Севском уезде (с 1861 года в составе Литижской волости); находилась во владении Голицыных. В 1899 году открыта церковно-приходская школа. С 1924 года в Комаричской волости, по Всесоюзной переписи 17 декабря 1926 года в селе числилось 820 человек. До 2005 года в Глядинском сельсовете (до 1980-х годов — его центр).